# Bərcan
Bərcan è un comune dell'Azerbaigian situato nel distretto di Yardımlı. Conta una popolazione di 786 abitanti.